# Каштанов, Алексей Константинович
Алексей Константинович Каштанов (1917—1986) — майор Советской Армии, участник Великой Отечественной войны, Герой Советского Союза (1943).

## Биография
Алексей Каштанов родился 12 марта 1917 года в деревне Осиновка (ныне — Аркадакский район Саратовской области). После окончания школы-семилетки заведовал свинофермой в совхозе на родине. В 1939 году Каштанов был призван на службу в Рабоче-крестьянскую Красную Армию. С начала Великой Отечественной войны — на её фронтах. Принимал участие в боях на Юго-Западном, Степном, 2-м и 1-м Украинском фронтах. Участвовал в боях под Сталинградом, освобождении Украинской и Молдавской ССР, Румынии, Польши, Чехословакии, был ранен. В 1943 году Каштанов ускоренным курсом окончил Подольское артиллерийское училище. К октябрю 1943 года гвардии младший лейтенант Алексей Каштанов командовал огневым взводом 158-го гвардейского артиллерийского полка 78-й гвардейской стрелковой дивизии 7-й гвардейской армии Степного фронта. Отличился во время битвы за Днепр.
5 октября 1943 года у села Домоткань Верхнеднепровского района Днепропетровской области Украинской ССР Каштанов огнём своего взвода поддерживал действия пехоты во время боёв за захват и удержание плацдарма на западном берегу Днепра. Во время отражения немецкой контратаки взвод Каштанова уничтожил 2 танка, 1 бронемашину и более взвода вражеской пехоты.
Указом Президиума Верховного Совета СССР от 26 октября 1943 года за «героизм, проявленный в боях за удержание плацдарма за Днепром» гвардии младший лейтенант Алексей Каштанов был удостоен высокого звания Героя Советского Союза с вручением ордена Ленина и медали «Золотая Звезда» за номером 1368.
В 1944 году Каштанов окончил курсы командиров батарей при Ленинградском артиллерийском училище, в 1953 году — курсы по переподготовке начальником интендантской службы. В 1959 году в звании майора он был уволен в запас. Проживал в городе Шостка Сумской области, работал сначала директором комбината питания, позднее директором колхозного рынка. Умер 30 октября 1986 года, похоронен на Локотском кладбище Шостки.
Был также награждён двумя орденами Отечественной войны 1-й степени, двумя орденами Красной Звезды, рядом медалей.